# Sveti Lenart, Cerklje na Gorenjskem
Sveti Lenart este o localitate din comuna Cerklje na Gorenjskem, Slovenia, cu o populație de 28 de locuitori.